# Gonghe, Pingchuan
Gonghe (kinesiska: 共和) är en köping i nordvästra Kina. Den ligger i stadsdistriktet Pingchuan i staden Baiyin i provinsen Gansu, omkring 130 kilometer nordost om provinshuvudstaden Lanzhou.